# آن شیء گائو
آن شی گائو (به چینی: 安世高 Ān Shìgāo) حکیمی اهل ایران بود که در سال ۱۴۸ میلادی به شهر لوئویانگ مهاجرت کرد. طبق مدارکی که در دست‌است، این حکیم متون بودایی را به زبان چینی ترجمه کرده است و از برکت این حکیم و شاگردان وی بود که چین دین بودایی را شناخت. افزون بر این آن شی گائو عالم زبردستی بود و چینی‌ها دربارهٔ رشد علوم در آسیای میانه از وی معلومات فراوانی به دست آوردند. آن شی گائو شاهزاده‌ای بود که بیرون از موطن خود به شهرت رسید. بازرگانانی که از غرب به چین آمده بودند او را «اشراف‌زاده آن» نامیده بودند. آثاری که از وی بر جای مانده ترجمه‌های متن‌های بودایی به زبان چینی است. آن شی گائوا به سال ۱۴۸ به لوئویانگ پایتخت چین رفت و در آنجا برای ۲۲ سال (۱۴۸–۱۷۰) به ترجمهٔ متون بودایی پرداخت. وی نخستین مدرسهٔ تعلیم و ترجمه آیین بودا در چین را پایه نهاد. همکارانش دو روحانی بودایی بودند. یکی از ان دو آن سوآن، ایرانی پارتی و دیگری یان فوتی‌آئو (Yan Fotiao) چینی‌تبار بود. این سه‌پایه‌گذار مکتب بودیسم در چین، دو ایرانی و یک چینی، در متون تاریخ این کشور به «سه فرد غیرقابل تقلید» لقب یافته‌اند.
در تاریخ‌های سلسله‌ای چینی، قدیمی‌ترین اشاره به ایران، Ānxí dìguó 安息 帝國 «امپراتوری آن شی» به معنی امپراتوری امپراتوری اشکانیان است. نخستین بخش نام او، «آن شی» (Anxi)، به معنای اشکانیان است. نخستین فردی که زندگینامهٔ او را نوشت کشیش بودایی چینی الاصلی است به نام سِنگ یو (Seng You) که در قرن پنجم میلادی می‌زیست. وی دربارهٔ تبار، آموخته‌ها و نیز سفر آن شی گائو به چین نوشته است:

آن شی گائو شاهزاده‌ای پارتی بود و با ادبیات و متن‌های خارجی آشنایی داشت. به نجوم و علم سیّارات علاقه می‌ورزید. حرکت بادها و ابرها را پی می‌گرفت. به فن پزشکی آشنائی داشت و بر طب سوزنی و تغییرات نبض مسلط بود. اگر به شخص بیماری برمی‌خورد بدون درنگ بیماری وی را تشخیص می‌داد و داروی مناسب برایش تجویز می‌کرد. آوای پرندگان و حیوانات وحشی را می‌شناخت و خواست‌های آن‌ها را حدس می‌زد. از این نظر، آن شی گائو، در تمام سرزمین‌هایی که در غرب چین قرار داشتند، شهرت خاصی پیدا کرده بود. با آن‌که در سرزمین ایران و در خانوداهٔ خود، آن شی گائو هنوز روحانی بودایی نشده بود امّا پیوسته آیین دهارما (dharma) را به اطرافیان خود تبلیغ می‌کرد.

آن شی گائو، پس از مرگ پدرش، که شاه بود، مقام شاهی را نپذیرفت و آن را به عمویش واگذار کرد. پس از گذراندن دورهٔ سوگواری، آن شی گائو رسماً راهب بودایی شد. زمانی که با فنون مراقبه بودایی آشنا شد در سفر به سرزمین‌های گوناگون به تبلیغ این فنون پرداخت. در آغاز سلطنت خو آن دی (Huandi)، پادشاه سلسله هان، به کشور چین رفت و در پایتخت آن اقامت گزید و طولی نکشید که زبان چینی را به خوبی آموخت. آنگاه بود که دست به ترجمه و تفسیر سوتراهای بودایی از بان خو به زبان چینی زد.
آنتونینو فورت معتقد است که آن شی گائو به عنوان گروگان از دربار پارت به دربار چین فرستاده شده بود. پادشاهان سلسلهٔ هان به این شاهزادگان احترام می‌گذاشتند و با آنان به نیکی رفتار می‌کردند. در تاریخ سلسلهٔ هان نام فردی به نام آن شی گائو آمده است که از او به عنوان گروگان یاد شده. آنتونینو فورت آن شی گائوی مترجم را، با آن شی گائوی گروگان یکی می‌داند. افزون بر این، از اسناد چینی برمی‌آید که آن شی گائو، پس از درآمدن به جامهٔ روحانی، ازدواج کرد و فرزندانی از خود به جای گذاشت. پادشاهان چین برخی از آنان را به نمایندگی و سفارت خود به آسیای مرکزی می‌فرستادند. این بازماندگان ایرانی و چینی در عرصهٔ دادوستد بازرگانی بین ایران و چین نیز در طول سال‌ها نقش مهمّی ایفا کردند. به عنوان نمونه، تنی چند از آنان در سابائو (Sabao)، دفتر دولتی تجارت خارجی چین، به مقام‌های مهم رسیدند.